# Fca Carla
Fca Carla é um filme brasileiro de 2011, produzido em Tianguá, Ceará, dirigido por Natal Portela. 

## Sinopse
O curta-metragem conta a história de Francisca Carla, empregada doméstica morta no isolamento após contrair morfeia, vulgarmente conhecida como lepra. O filme traça em paralelo à história de Francisca(1948), e de Joana, beata dos dias atuais, que paga promessa feita à santa para que curasse sua neta, Cleidiane. 
Ney Matogrosso interpreta o médico que identifica a doença de Francisca Carla que, após o diagnóstico, é obrigada a abandonar a casa em que trabalha, sendo conduzida pelos próprios pais para um ponto isolado da região, no meio da mata.

## Elenco principal
- Francisca Carla – Marta Aurélia
- Dr. Virgílio – Ney Matogrosso[4]
- Lúcia – Elke Maravilha[5]
- Dr. Hugo – Vinícius de Oliveira
- Joana – Ana Maria da Conceição
- Cleidiane – Tereza Dávila Silva Sousa